# Ferdinando Merighi
Ferdinando Merighi, talvolta utilizzando gli pseudonimi F.L. Morris e Fred Lyon Morris (Roma, 1924) è un regista italiano.

## Biografia
Merighi ha iniziato a lavorare nel cinema nella metà degli anni cinquanta. Nel 1953 scrive Mai ti scorderò e nel suo ultimo film è assistente del regista Giuseppe Guarino. Quattro anni dopo, tratto dal suo libro Il sole tornerà, ha girato una commedia sentimentale con Nilla Pizzi e Roberto Mauri. Riapparve solo nel 1967 e tornò a lavorare come assistente alla regia per diversi film. Nel 1972 ha diretto e sceneggiato due film, Casa d'appuntamento e Allegri becchini... arriva Trinità che, sono entrambi annoverati tra i peggiori rappresentanti del loro genere.

## Filmografia

### Soggetto, sceneggiatura e assistente regista
- Mai ti scorderò, regia di Giuseppe Guarino (1956)

### Regista
- Il sole tornerà (1957)
- Casa d'appuntamento (1972)
- Allegri becchini... arriva Trinità (1972)

### Assistente regista
- Pecos è qui: prega e muori!, regia di Maurizio Lucidi (1967)
- Un poker di pistole, regia di Giuseppe Vari (1967)
- L'ultimo killer, regia di Giuseppe Vari (1967)
- Con lui cavalca la morte, regia di Giuseppe Vari (1967)
- Un buco in fronte, regia di Giuseppe Vari (1968)
- Silvia e l'amore, regia di Sergio Bergonzelli (1968)
- Un posto all'inferno, regia di Giuseppe Vari (1969)
- Uccidete Rommel, regia di Alfonso Brescia (1969)
- ...e vennero in quattro per uccidere Sartana!, regia di Demofilo Fidani (1969)
- Nelle pieghe della carne, regia di Sergio Bergonzelli (1970)
- Quando suona la campana, regia di Luigi Batzella (1970)
- Il corsaro nero, regia di Lorenzo Gicca Palli (1971)
- L'araucana, massacro degli dei (La araucana), regia di Julio Coll (1971)
- Questa libertà di avere... le ali bagnate, regia di Alessandro Santini (1971)
- Quelli che contano, regia di Andrea Bianchi (1974)
- L'ostaggio, regia di Luigi Valanzano (1975)